# Messier 2
Messier 2 (również M2 lub NGC 7089) – gromada kulista znajdująca się w gwiazdozbiorze Wodnika. Odkrył ją Jean-Dominique Maraldi 11 września 1746 roku. Dokładnie czternaście lat później, 11 września 1760 roku, niezależnie odkrył ją i dodał do swego katalogu Charles Messier, choć opisał ją jako mgławicę bez gwiazd. Jako pierwszy rozdzielił ją na indywidualne gwiazdy William Herschel.
Jest to bardzo silnie zagęszczona ku środkowi gromada o średnicy 16'. Ma jasność 6,5m i położona jest w odległości 37 500 lat świetlnych od Ziemi. Ma około 175 lat świetlnych średnicy. Gęste jądro ma średnicę tylko 0,34', czyli 3,7 lat świetlnych. Gromada obiega centrum Galaktyki po silnie spłaszczonej orbicie (odległość maksymalna wynosi ok. 171 tys. lat świetlnych, minimalna – 23,5 tys.).
M2 zawiera około 150 000 gwiazd. Najjaśniejsze z nich są czerwonymi i żółtymi olbrzymami o jasności obserwowanej 13,1m. Typ widmowy całej gromady określa się na F0 (nowe źródła podają F4). Do tej pory odkryto w gromadzie 42 gwiazdy zmienne.